# Црква у Алдинцу
Црква у Алдинцу саграђена је 1938. године. Налази се у селу Алдинац, на територији општине Књажевац, у близини српско-бугарске границе. Од главног пута, стазицом узбрдо стиже се до Алдиначке цркве. Ова црква је висока и окружена је природом. У порти крај цркве налази се сеоски заветни крст, подигнут 1912. године. Унутар цркве налази се иконостас, као и слике на зидовима.

## Легенда и предање о настанку Алдиначке цркве
Људи приповедају да се у старо доба црква у Алдинцу није налазила на садашњем месту, него више села, на месту где је данас извор и које се назива Црквиште. Међутим, једне ноћи, уочи неког великог потреса, црква се „преместила” на садашњу локацију, на брдашцу усред села.
Стара црква била је од слабог материјала, и урушила се. Све донедавно поред крста у њеном олтару био је шут и рушевине. Одмах поред ње саграђена је 1938. године садашња црква.
По народном предању које је записао Маринко Станојевић: Овде је била црква и народ се у њој увек причешћивао. Једном на св. Тодора, када је око цркве играло коло долети гавран носећи у кљуну „сиње обљало” , залепрша крилима над ором, спусти га у сред кола и загракта. Ускоро дођу Турци, сав народ поробе и исеку, а цркву из дна разруше. Само један брат и сестра остану утекавши испред Турака... Испред Црквишта у месту званом Лескова Река има трагова о неком старијем насељу, али се ништа о њему не прича.  

## Положај старе цркве
На пола часа уз Леву Реку, на њеној левој обали находи се место које се зове Црквиште. Ту се налазе темељи од некакве зидине, за коју се мисли да је била црква. Стари људи причају да је то био храм св. Петке, и тог се дана народ ту скупља на сабор. Црква је била од тврдога материјала, од које се једва познају темељи. Имала је три одељења. Дугачка је 17 м, а широка 6,5 м. Окренута право истоку.